# Гас Кайл
Гас Кайл (англ. Gus Kyle, 11 вересня 1923, Дайсерт, Саскачеван — 17 листопада 1996, Ефтон, Міссурі) — канадський хокеїст, що грав на позиції захисника.

## Ігрова кар'єра
Професійну хокейну кар'єру розпочав 1939 року.
Протягом професійної клубної ігрової кар'єри, що тривала 18 років, провів лише три сезони в НХЛ, захищав кольори команд «Нью-Йорк Рейнджерс» та «Бостон Брюїнс».